# Cinnamomum caudiferum
Cinnamomum caudiferum Kosterm. – gatunek rośliny z rodziny wawrzynowatych (Lauraceae Juss.). Występuje naturalnie w północnym Wietnamie oraz południowych Chinach (w prowincjach Kuejczou i południowo-wschodnim Junnanie). 

## Morfologia
PokrójZimozielone drzewo dorastające do 5 m wysokości. Kora ma brązowopurpurową barwę. Młode pędy są owłosione.
LiścieNaprzemianległe. Mają kształt od owalnego do podłużnie owalnego. Mierzą 9–15 cm długości oraz 3–5,5 cm szerokości. Nasada liścia jest klinowa. Blaszka liściowa jest o spiczastym wierzchołku. Ogonek liściowy jest lekko owłosiony i dorasta do 10–13 mm długości.
KwiatySą niepozorne, obupłciowe, zebrane po kilka w wiechy o mniej lub bardziej owłosionych osiach, rozwijają się w kątach pędów. Kwiatostany dorastają do 5–8 cm długości.
OwoceMają jajowaty kształt, osiągają 13 mm długości i 10 mm szerokości, są nagie.

## Biologia i ekologia
Rośnie w widnych lasach. Występuje na wysokości od 800 do 1000 m n.p.m. Kwitnie i owocuje w sierpniu.